# Elderon
Elderon és una població dels Estats Units a l'estat de Wisconsin. Segons el cens del 2000 tenia 189 habitants.

## Demografia
Segons el cens del 2000, Elderon tenia 189 habitants, 77 habitatges, i 54 famílies. La densitat de població era de 65,7 habitants per km².
Dels 77 habitatges en un 35,1% hi vivien nens de menys de 18 anys, en un 58,4% hi vivien parelles casades, en un 3,9% dones solteres, i en un 28,6% no eren unitats familiars. En el 20,8% dels habitatges hi vivien persones soles el 9,1% de les quals corresponia a persones de 65 anys o més que vivien soles. El nombre mitjà de persones vivint en cada habitatge era de 2,45 i el nombre mitjà de persones que vivien en cada família era de 2,91.
Per edats la població es repartia de la següent manera: un 24,9% tenia menys de 18 anys, un 4,8% entre 18 i 24, un 32,3% entre 25 i 44, un 23,8% de 45 a 60 i un 14,3% 65 anys o més.
L'edat mediana era de 39 anys. Per cada 100 dones de 18 o més anys hi havia 97,2 homes.
La renda mediana per habitatge era de 38.125 $ i la renda mediana per família de 55.417 $. Els homes tenien una renda mediana de 27.917 $ mentre que les dones 26.250 $. La renda per capita de la població era de 19.225 $. Aproximadament el 2,1% de les famílies i el 5% de la població estaven per davall del llindar de pobresa.

## Poblacions més properes
El següent diagrama mostra les poblacions més properes.